# 顺元宣抚司
顺元宣抚司，是元朝时设置的一个宣抚司。

## 概述
元朝至元二十年（1283年）设于普定路东边的顺元宣抚司，辖今贵州鸭池河左右的水东、水西地区（治所在今贵州省贵阳市）。洪武四年（1371年），罢元八番顺元宣慰都元帅府，置贵州卫，改顺元路宣抚司为贵州宣抚司。